# Neujmin Regio
La Neujmin Regio è una struttura geologica della superficie di Gaspra.